# La Higuera
För andra betydelser, se La Higuera (olika betydelser).

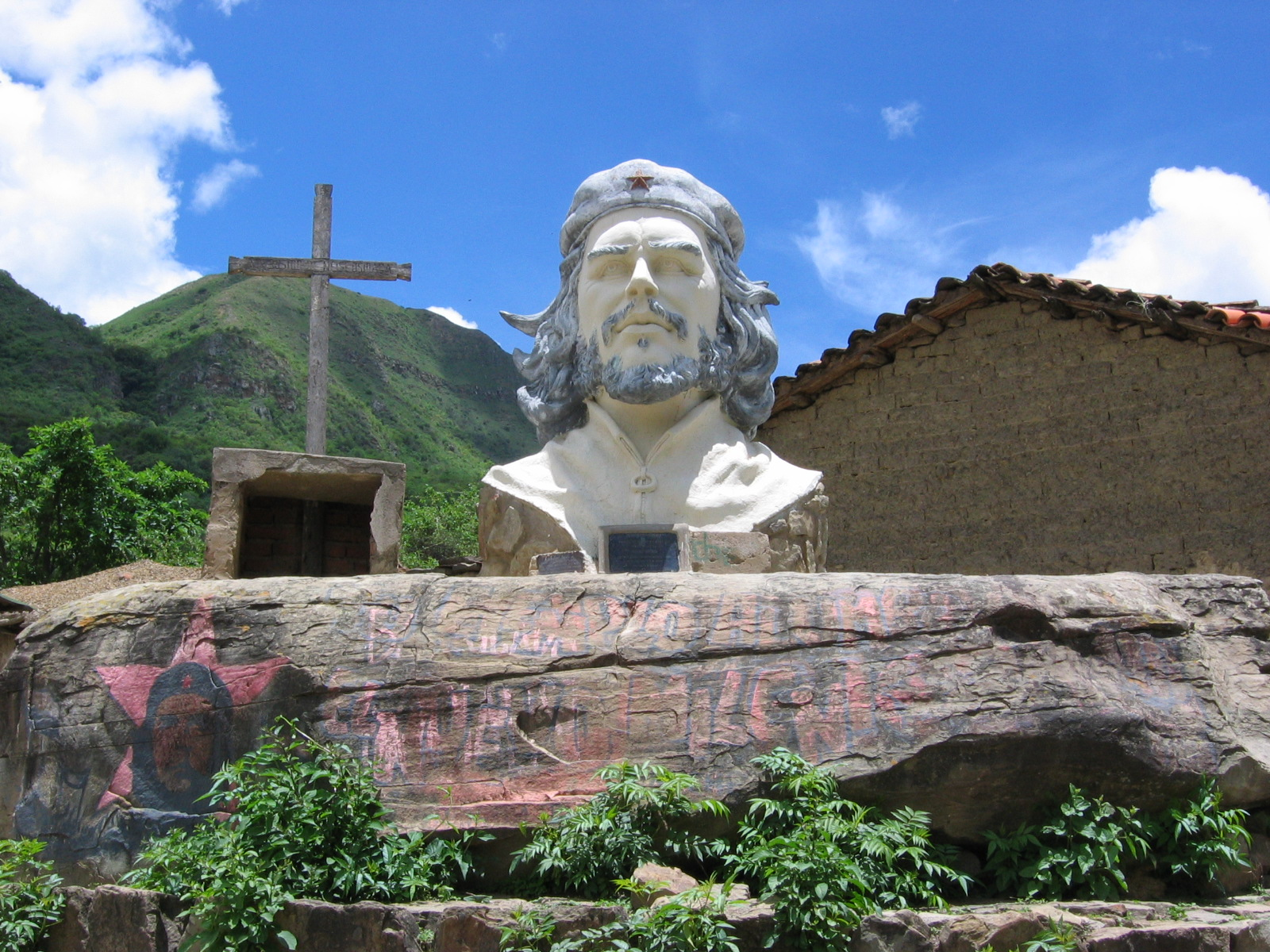
Minnesmärke över Che Guevara i La Higuera.

La Higuera är en liten ort i Bolivia,  15 mil från Santa Cruz de la Sierra.
I La Higuera mördades Che Guevara den 9 oktober 1967.